# 348. strelska divizija (ZSSR)
348. strelska divizija (izvirno rusko 348. стрелковая дивизия; kratica 348. SD) je bila strelska divizija Rdeče armade v času druge svetovne vojne.

## Zgodovina
Divizija je bila ustanovljena oktobra 1941 v Kujbiševu.